# Hermann Höpker-Aschoff

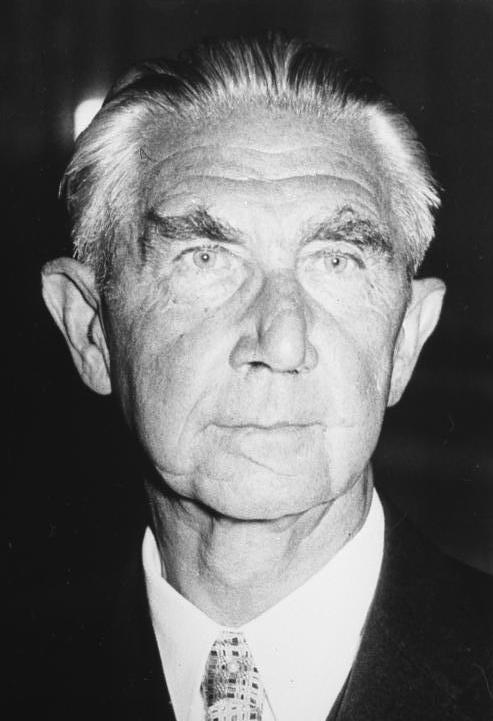
Hermann Höpker-Aschoff (1951)

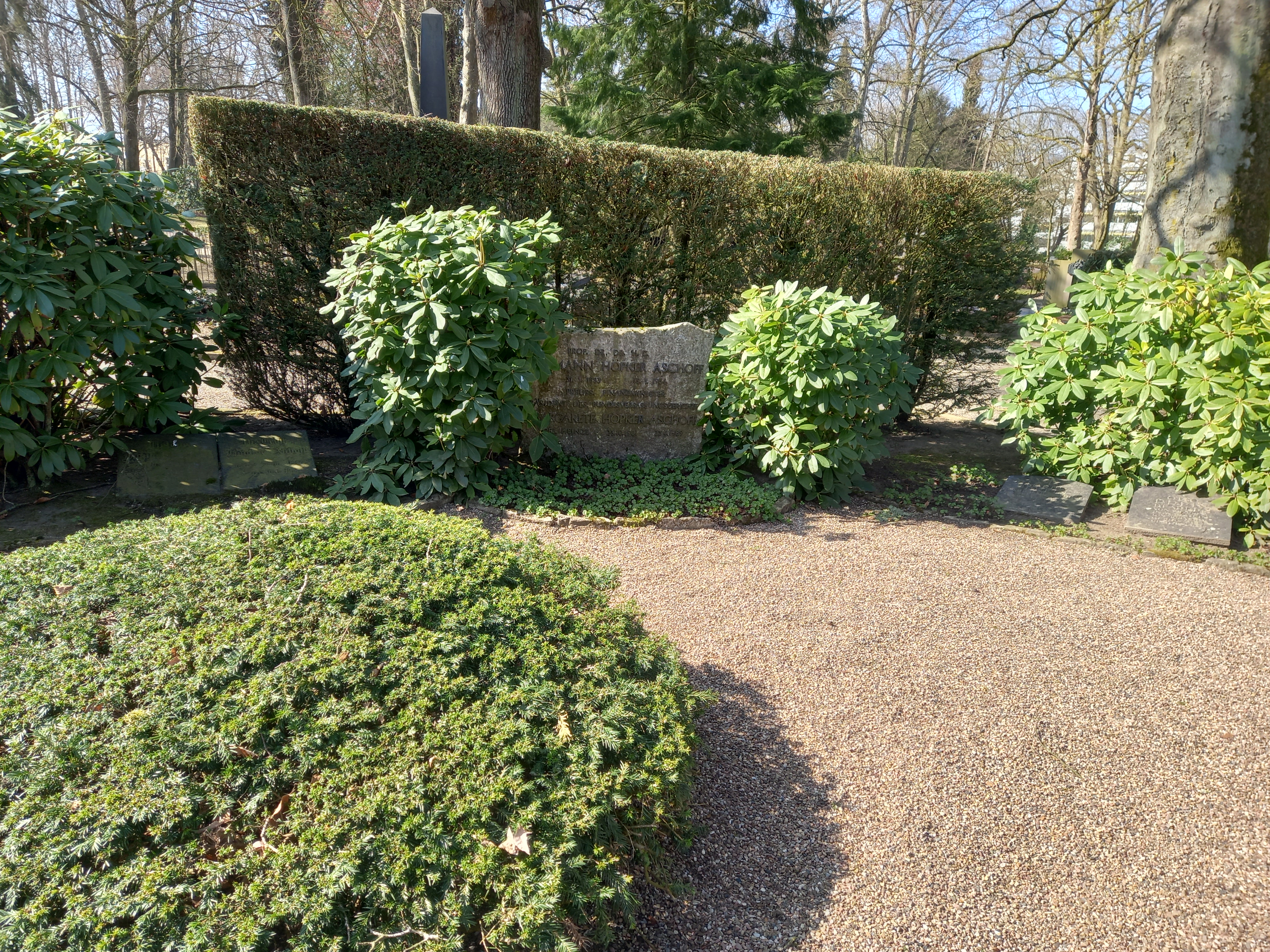
Das Grab von Hermann Höpker-Aschoff und seiner Ehefrau Margarete geborene Heinze im Familiengrab auf dem Friedhof Hermannstraße in Herford

Hermann Höpker-Aschoff (* 31. Januar 1883 in Herford; † 15. Januar 1954 in Karlsruhe) war ein deutscher Politiker (DDP bzw. DStP, später FDP) und Richter. Höpker-Aschoff war von 1925 bis 1931 preußischer Finanzminister. In der Gründungsphase der Bundesrepublik Deutschland 1948 und 1949 war er Mitglied des Parlamentarischen Rates, von 1949 bis 1951 Mitglied des Deutschen Bundestages und von 1951 bis 1954 erster Präsident des am 7. September 1951 seinen Dienst aufnehmenden und am 28. September 1951 feierlich eröffneten Bundesverfassungsgerichts.

## Leben
Höpker-Aschoff entstammt dem westfälischen Bürgertum. Der Vater, Ernst Höpker-Aschoff, war Apotheker, Ratsherr und Standesbeamter. Die Mutter, Helene Luise (geb. Menge), war Tochter eines Kaufmanns. Das Elternhaus war von einem strengen Protestantismus und einer nationalliberalen politischen Haltung geprägt. Hermann Höpker-Aschoff studierte nach dem Abitur am humanistischen Friedrichs-Gymnasium Rechtswissenschaften und Volkswirtschaftslehre an den Universitäten Jena, München und Bonn. In Jena wurde er 1901 Mitglied der Burschenschaft Arminia auf dem Burgkeller. Im Jahr 1907 wurde er zum Dr. jur. promoviert, drei Jahre später folgte das Assessor-Examen. Danach trat er in den preußischen Justizdienst ein. Er arbeitete an den Amtsgerichten in Vlotho und Höxter. Während des Ersten Weltkrieges diente er als Reserveoffizier in einem Artillerieregiment. Später war er Landrichter in Bochum und ab 1921 Oberlandesgerichtsrat in Hamm.
Hermann Höpker-Aschoff war verheiratet mit Margarete Höpker-Aschoff.

## Weimarer Republik
In der Weimarer Republik gehörte Höpker-Aschoff der DDP an (ab 13. Juli 1930: Deutsche Staatspartei). Bei der Landtagswahl am 20. Februar 1921 wurde er für einen westfälischen Wahlkreis in den preußischen Landtag gewählt, dem er bis 1932 angehörte. In den Jahren 1930 bis 1932 war er auch Reichstagsmitglied.
Im Zusammenhang mit der Kandidatur von Wilhelm Marx und Otto Braun für das Amt des Reichspräsidenten wurde Höpker-Aschoff am 31. März 1925 mit 211 von 430 Stimmen sogar zum preußischen Ministerpräsidenten gewählt. Er lehnte am 2. April die Wahl jedoch ab. Er übernahm stattdessen unter Adam Stegerwald und Otto Braun das preußische Finanzministerium. Dieses hatte er bereits im Übergangskabinett von Wilhelm Marx im Februar 1925 inne. Er blieb bis 1931 im Amt. Obwohl es politische Konflikte gab, behandelte ihn Otto Braun mit distanziertem Respekt. Es gelang Höpker-Aschoff, den Haushalt des Landes im Gleichgewicht zu halten. Weil er sich den Ausgabenwünschen der übrigen Minister häufig widersetzte, machte er sich bei den Führern der großen Regierungsfraktionen unbeliebt.
In seine Verantwortung fiel der Abschluss des Vertrages des preußischen Staates mit dem Haus Hohenzollern zur Regelung offener Vermögensfragen. Letztlich führte die Kritik daran mit zur Volksabstimmung über die Fürstenenteignung von 1926.
Das Amt als Finanzminister hat seine politischen Ansichten stark geprägt. Er war von der Notwendigkeit einer umfassenden Reichsfinanzreform überzeugt. Neben Erich Koch-Weser engagierte er sich aus dem Lager der DDP am stärksten für eine sogenannte Reichsreform. Er war mit Ministerpräsident Otto Braun und Kultusminister Carl Heinrich Becker maßgeblich an den Verhandlungen mit dem Vatikan über das Preußenkonkordat vom 14. Juni 1929 beteiligt.
In den von der beginnenden Weltwirtschaftskrise geprägten Jahren 1929/31 spielte er eine führende Rolle in der Entwicklung des politischen Liberalismus. Er war am Zusammenschluss der DDP mit der Volksnationalen Reichsvereinigung und dem Jungdeutschen Orden zur Deutschen Staatspartei maßgeblich beteiligt. Dieser Zusammenschluss erwies sich indes als wenig erfolgreich.
Seiner unitarischen Überzeugung folgend sprach sich Höpker-Aschoff in der Weimarer Endphase für einen „Pakt zwischen Braun und Brüning“ aus, weil er überzeugt war, dass nur so die Krise überwunden werden könnte. Um die Schwächen des bisherigen parlamentarischen Systems zu überwinden, forderte er eine „autoritative Regierung auf parlamentarischer Grundlage.“ Die Regierung sollte sich dabei weiterhin auf eine Parlamentsmehrheit stützen, aber gleichzeitig mehr sein als ein „Vollzugsausschuss des Parlaments.“ Konkret plante er, dass der preußische Ministerpräsident Otto Braun als Minister ohne Geschäftsbereich in das Reichskabinett eintreten solle. Carl Severing sollte in Personalunion auch Reichsinnenminister werden. Allerdings verweigerte er sich selbst dem Plan von Brüning, ihn in Personalunion auch zum Reichsfinanzminister zu machen. Auch wenn Otto Braun und Brüning Interesse an dem Plan zeigten, scheiterte dieser nicht zuletzt am Widerspruch von Kurt von Schleicher, der eine Erweiterung der Regierung nach links befürchtete.
Das Scheitern dieser Bemühungen trug 1931 wesentlich zum Rücktritt und zum Rückzug aus der Politik bei. Der eigentliche Anlass war, dass er wegen der von ihm geplanten Einsparungen im öffentlichen Dienst in einen Konflikt mit anderen Ministern der Regierung und den Beamtenverbänden geraten war. In den letzten Jahren der Republik äußerte er sich skeptisch gegenüber dem parlamentarisch-demokratischen Regierungssystem. Nach dem Preußenschlag verhandelte er im Auftrage der abgesetzten Landesregierung mit der Reichsregierung erfolglos über die Wiederherstellung der verfassungsmäßigen Ordnung.
Nach der Übernahme der Aktienmehrheit des Reiches an der Dresdner Bank 1932 wurde Höpker-Aschoff als einer der Vertreter des Reiches in den Aufsichtsrat gewählt. Zeitweise war er stellvertretender Aufsichtsratsvorsitzender.

## Zeit des Nationalsozialismus
Nach 1933 lebte Höpker-Aschoff zunächst ohne dauerhafte berufliche Tätigkeit in Bielefeld. Seine politische Haltung war widersprüchlich. In dieser Zeit arbeitete er an verschiedenen wissenschaftlichen Publikationen. Im Jahr 1936 veröffentlichte er die Schrift Unser Weg durch die Zeit. Darin versuchte er, zu einer Synthese von Nationalsozialismus und Rechtsstaat zu gelangen. Allerdings enthielt die Schrift auch versteckte Regimekritik. Dies führte zur Einziehung und Beschlagnahme der Schrift. Er arbeitete auch an der einst von Friedrich Naumann und nun von Theodor Heuss geleiteten Zeitschrift Die Hilfe mit. Heuss bezeichnete ihn als den wichtigsten Mitarbeiter im politischen Bereich nach 1935. Bereits das Oktoberheft von 1934 geriet wegen eines Artikels von Höpker-Aschoff in das Visier der Behörden, weil dessen Artikel „Demokratie und Führertum“ als positive Darstellung des politischen Systems in Großbritannien verstanden werden konnte.
Unter dem Eindruck unter anderem von John Maynard Keynes revidierte er dabei seine bisherigen finanzpolitischen Auffassungen. Er veröffentlichte 1939 Geld und Gold. Diese Arbeit brachte ihm nach dem Zweiten Weltkrieg 1949/50 finanzwissenschaftliche Lehraufträge und eine Honorarprofessur in Münster und Bonn ein.
Zu Beginn des Zweiten Weltkrieges wurde Höpker-Aschoff dienstverpflichtet, nachdem er in einem Brief an das NS-Justizministerium auf eine Verwendung gedrängt und geschrieben hatte: „Es ist beinahe unerträglich, in dieser Zeit nicht auf irgendeine Weise dem Staat dienen zu können.“ Seit 1940 war er Chefjurist und Leiter der Abteilung VI (später auch Abteilung V) der Haupttreuhandstelle Ost. Diese Behörde war zuständig für die Beschlagnahme, Verwaltung und Verteilung von eingezogenem Vermögen polnischer Staatsbürger und osteuropäischer Juden im Gebiet der an das Deutsche Reich angegliederten Gebiete (sogenannte „eingegliederte Ostgebiete“). Damit war er als Chefjurist unmittelbar in die nationalsozialistische Vernichtungs- und Vertreibungspolitik in den osteuropäischen besetzen Gebieten einbezogen und an deren juristischer Legitimierung beteiligt. Im Jahr 1944 kam es zu Konflikten mit Martin Bormann, weil Höpker-Aschoff das geraubte Kirchenvermögen aus der Enteignung ausnehmen wollte. Daraufhin wurde er versetzt. Das Kriegsende erlebte er in Wernigerode.

## Nachkriegszeit
Höpker-Aschoff übernahm auf Vorschlag der britischen Besatzungsbehörden 1945 unter dem Oberpräsidenten Rudolf Amelunxen bei der westfälischen Provinzialverwaltung die Position eines Generalreferenten für Finanzen. Dagegen erhob sich wegen der früheren Tätigkeit von Höpker-Aschoff in Polen sofort Protest von polnischer Seite, ohne dass Amelunxen diese berücksichtigt hätte. Er war ein strikter Gegner der Vereinigung der Provinz Westfalen mit Teilen der Rheinprovinz und setzte sich stattdessen für ein nach Norden erweitertes Westfalen als eigenes Land ein.
Höpker-Aschoff war einer der Mitbegründer der FDP in Ostwestfalen und gehörte 1948 bis 1950 dem Bundesvorstand der Partei an. Nach Amelunxens Wunsch war er 1946 als Finanzminister als Mitglied des ersten Kabinetts von Nordrhein-Westfalen vorgesehen. Diese Ernennung scheiterte wegen seiner Tätigkeit während des Krieges auch am Einspruch der britischen Besatzungsbehörden.
Ab September 1948 war Höpker-Aschoff Mitglied des Parlamentarischen Rates. Als überzeugter Zentralist prägte er maßgeblich die Finanzverfassung des Grundgesetzes (X. Abschnitt). Insbesondere wird ihm die Schaffung der starken Bundesstellung im Finanzbereich und die Unabhängigkeit der Bundesbank von Weisungen der Politik zugeschrieben.
Bei der Bundestagswahl 1949 kandidierte er für die FDP und wurde auf deren nordrhein-westfälischer Landesliste ins Parlament gewählt. Dort war er bis 1951 Vorsitzender des Finanz- und Steuerausschusses.
Am 7. September 1951 wurde Höpker-Aschoff der erste Präsident des Bundesverfassungsgerichts, woraufhin er sein Bundestagsmandat niederlegte. Gleichzeitig war er Vorsitzender des ersten Senats. Er übte dieses Amt bis zu seinem Tode 1954 aus. Unter seinem Vorsitz erließ der Erste Senat des Bundesverfassungsgerichts 1952 das Verbot der SRP. Hingegen war er ein Gegner des KPD-Verbotes, so dass das Verfahren erst nach seinem Tod wirklich in Gang kam. Er ist in Herford begraben.

## Ehrungen
Höpker-Aschoff war Ehrenbürger seiner Heimatstadt Herford. Am 19. Januar 1954 ehrte ihn der Bundestag mit einem Staatsakt.
In Herford und Neureut (Karlsruhe) ist jeweils eine Straße nach ihm benannt.

## Veröffentlichungen
- Geld und Gold. G. Fischer, Jena 1939.
- Geld und Währungen. Kohlhammer, Stuttgart 1948.